# Екстенсивне зростання
Екстенсивне зростання (англ. Extensive growth) — це спосіб збільшення обсягів виробленої продукції внаслідок кількісного приросту всіх факторів виробництва, насамперед зростання трудових ресурсів, за незмінного якісного рівня технічної основи виробництва та інших факторів.
Екстенсивний тип економічного зростання — змістовна протилежність щодо його інтенсивної різновидності.

## Ознаки екстенсивного зростання
При екстенсивному типі економічного зростання відбувається ріст національного продукту за рахунок приросту елементів продуктивних сил при незмінному рівні технічної основи виробництва. Варто зауважити, що розгляд лише екстенсивного зростання в контексті економіки певної країни значною мірою умовний, оскільки у чистому вигляді не існує ні екстенсивного, ні інтенсивного зростання.
Реальне економічне зростання залежить від відповідної комбінації екстенсивних та інтенсивних виробничих факторів.
До ознак екстенсивного зростання відносяться:
- Перевищення темпів зростання проміжного продукту над кінцевим продуктом;
- Зростання частки відшкодування поточних витрат в сукупному суспільному продукті;
- Зростання частки виробничих капітальних вкладень в національному доході;

Ознаками екстенсивного шляху розвитку є кількісне нарощування обсягів використовуваних виробничих ресурсів, що забезпечує понад 50 % приросту продукції, швидкий розвиток галузей і комплексних галузей, які використовують традиційні, а не якісно нові технології та інше.

## Фактор екстенсивного зростання
Екстенсивний фактор росту реалізується за рахунок кількісного збільшення ресурсу (наприклад, за рахунок зростання чисельності працівників). При цьому середня продуктивність праці істотно не змінюється. Для екстенсивних чинників зростання характерний закон зниження віддачі при надмірному збільшенні ресурсу. Наприклад, невиправдане збільшення чисельності працівників в організації може привести до надлишку робочої сили і до зниження продуктивності праці. Також до екстенсивних чинників зростання відносяться збільшення площ землі, витрат капіталу і праці. Ці фактори не пов'язані з інноваціями, з новими виробничими технологіями і технологіями управління, з ростом якості людського капіталу.

## Екстенсивне зростання в економіці України
Економіка України в 90-х XX ст. розвивалася переважно екстенсивно. Так, енергетичні витрати на виробництво одиниці продукції в Україні втричі  вищі, ніж у Західній Європі, та майже вдвічі перевищують показники США. Нафтомісткість української продукції в 10-12 разів більша, ніж у розвинених країнах світу. Франція виробляє приблизно у 5 разів більше товарної продукції, ніж Україна, але споживає при цьому майже у 3 рази менше газу. Внаслідок зростання обмеженості ресурсів (в Україну необхідно ввозити майже 35 млн. т нафти, 65 млн. м³ газу, 35 млн. т коксівного вугілля, 75 % лісоматеріалів, бавовни та інші матеріали) цей шлях все більше стає безперспективним.
Проте екстенсивний розвиток економіки може поєднуватися з інтенсивним. Щоб цілком перейти до переважно інтенсивного розвитку, необхідним є вдосконалення всіх елементів економічної системи — продуктивних сил, техніко-економічних та організаційно-економічних відносин, відносин власності (насамперед економічної), господарського механізму, а також проведення раціональної економічної політики.